# Kyle Reese
Narednik Kyle Reese (2008–2029/1984.), fiktivni je lik i protagonist SF akcijskog filma Terminator iz 1984. godine, redatelja Jamesa Camerona, a tumači ga američki glumac Michael Biehn. Kyle je otac Johna Connora, koji je plod kratke ljubavne veze s njegovom majkom, Sarah Connor.

## Povijest lika

### Terminator
Kyle Reese bio je vojnik u post-apokaliptičnoj budućnosti u kojoj Zemljom vladaju Terminatori, a većina populacije je istrijebljena u nuklearnom Trećem Svjestkom Ratu kojega je započelo superračunalo Skynet. Inteligentno računalo, izazvalo je novi genocidni rat, s ciljem istrijebljenja preživjelih između Istočnog bloka i Zapada. Reese je rođen nakon prvoga rata, te je odigrao vitalnu ulogu (iako toga nije bio svjestan) za spas ljudske rase.
Reese je preživio zarobljavanje i smrt svojih prijatelja samo da bi služio u Sonderkommandou u jednom od Skynetovih koncentracijskih kampova, gdje su on i drugi zarobljenici bili prisiljeni spaljivati velike količine mrtvih tijela u Skynetovim pećima. Reeseovo oslobođenje stiglo je u obliku pokreta otpora, vođenog od strane Johna Connora (kojemu će Reese kasnije igrom slučaja postati otac). Connor je oslobodio njega i ostale iz koncentracijskog kampa. Nakon toga, Reese je služio u 132. diviziji pod zapovjedništvom Perryja između 2021. i 2027. prije promocije u narednika i premještenja, te službom pod zapovjedništvom samog Johna Connora. John Connor i pokret otpora naposljetku će sakupiti dovoljno resursa, te organizirati konačni napad na Skynet.
Posljednji napad omogućio je ljudima da oštete Skynet, kako je Reese objasnio u Terminatoru. Pokret otpora uspio je uništiti Skynetovu obrambenu mrežu i tako omogućiti ulaz u Skynetov glavni kompleks, gdje je superračunalo trebalo biti uništeno. No, prije uništenja, Skynet je, koristeći tehnologiju putovanja kroz vrijeme, poslao robota, Terminatora (model T-800), u 1984. godinu da ubije mladu Sarah Connor. Njenim ubojstvom, John Connor se nikada ne bi rodio, a pokret otpora ne bi postojao.
Shvativši što Skynet pokušava, John Connor odlučuje poslati vojnika za Terminatorom da ga spriječi i zaštiti Sarah Connor. Reese je bio dragovoljac koji je prihvatio zadatak. Kada se Reese vratio u prošlost, tehnologija putovanja kroz vrijeme biva uništena, te on i Terminator ostaju "nasukani" u 1984. godini.
Stigavši nenaoružan i ne znajući kako Terminator izgleda, Reese pronalazi Sarah Connor i upozori je na propast čovječanstva u slučaju da ona, a s njome i njezin tada još nerođeni sin, umru. Iako u početku neprijateljski nastrojena prema Reeseu, Sarah mu polako počinje sve više vjerovati i voljeti ga. Naposljetku, Reese postaje jedina osoba koja ju može zaštititi od Terminatora. U bijegu, Reese i Sarah podijele jednu intimnu noć. Iz ove kratke veze začet je budući vođa pokreta otpora i osloboditelj čovječanstva - John Connor.
Reeseov život je prekinut kada on i Sarah bivaju prisiljeni izravno suočiti se s Terminatorom. Reese pogiba u eksploziji bombe kojom je pokušao uništiti robota, ali koja ga je samo oštetila (uništio mu je donje udove). Sarah Connor uspijeva uništiti obogaljenog kiborga, te se priprema za ono što joj donosi nesigurna budućnost.

### Terminator 2: Sudnji Dan
U Terminatoru 2: Sudnji Dan, Biehn je reprizirao ulogu Kylea Reesea. Sarah Connor nalazi se u mentalnoj ustanovi jer joj nitko ne vjeruje na nadolazeću opasnost od strojeva, te pod teškim sedativima halucinira. U toj halucinaciji, Kyle Reese dolazi joj u posjet i ohrabruje je da krene u pomoć njihovu sinu, koji je treba.
Ova scena izbrisana je iz originalne kino verzije, ali je naknadno ubačena u produženo VHS i DVD izdanje.

## Karakter
Odrastavši u budućnosti u kojoj strojevi nemilosrdno vladaju Zemljom i istrijebljuju ljudsku rasu, Reese je fizički i mentalno "otvrdnuo". Tijekom odrastanja bio je svjedok smrti mnogih prijatelja i kolega vojnika. Tijelo mu je puno ožiljaka iz prijašnjih borbi sa Skynetom i ima nekoliko opekotina, koje su posljedice putovanja kroz vrijeme. Reese je iznimno hrabar i pravedan, te je svojim akcijama nakon oslobođenja iz koncentracijskog kampa zaradio čin narenika, pod zapovjedništvom samog Johna Connora. Znajući da se neće moći vratiti u svoje vrijeme, i znajući za veliku opasnost zadataka, Reese je ipak volontirao da slijedi Terminatora u prošlost i pokuša ga spriječiti da ubije Sarah Connor.
Iako emocionalno i psihički izmoren od borbe, Reese se zaljubio u Sarah, ženu koju nikada to tada nije sreo i koju je poznavao samo po fototgrafiji. Privrženost koju je Reese osjećao prema njoj potječe iz legendi koje su se pričale, te o već spomenutoj fotografiji koju mu je dao John Connor.

## Zanimljivosti
- U ranoj verziji scenarija, dvojica vojnika trebala su biti vraćena u prošlost da spriječe Terminatora. No drugi vojnik, Sumner, bi poginuo pri putovanju kroz vrijeme, kada bi se materijalizrao u fizičkoj prepreci (u kasnijim nastavcima objašnjeno je kako energetsko polje koje nastane pri putovanju kroz vrijeme rastopi sve što mu je na putu, tako da se ova nesreća ne bi mogla dogoditi). U tom scenariju, Reese reče Silbermanu: "Terminator je već prošao. Connor je poslao nas dvojicu, no Sumner nije preživio.". Robert Patrick, glumac koji je utjelovio model T-1000 u nastavku, kasnije je glumi lika zvanog Sumner u seriji Stargate: Atlantis.

- Fotografija Kylea Reesea iz filma Terminator poslužila je kao inspiracija za lik Solida Snakea u videoigri Metal Gear za platformu MSX, 1987. godine.

- Arnold Schwarzenegger bio je prvi izbor za ulogu Reesea, dok je Cameron za ulogu Terminatora htio postaviti mršavijeg lika. Prvi izbor bio je Lance Henriksen. Nakon upoznavanja sa Schwarzeneggerom, dao mu je ulogu Terminatora, a Henriksenu ulogu detektiva.

- Michael Biehn gotovo nije dobio ulogu Kylea Reesea jer je na audiciji govorio južnjačkim naglaskom, a producenti nisu htjeli da Reese ima neki prepoznatljivi naglasak. Biehn, koji je tog jutra bio na audiciji za ulogu u predstavi Mačka na vrućem limenom krovu, nije se mogao riješiti naglaska. Kada je njegov agent to objasnio producentima, dobio je priliku za još jednu audiciju, te naposljetku i ulogu.

- U početnom scenariju, Reese ima 21 godinu. Službena dob, pri prikazivanju filma, bila je 22 godine. Biehn je u doba snimanja imao 27 godina.

## Vanjske poveznice
- Terminator u internetskoj bazi filmova IMDb-a
- Terminator 2: Judgment Day u internetskoj bazi filmova IMDb-a
- Biografija i fotogalerija lika (michaelbiehnfanclub.com)